# Медвежанська сільська рада (Довжанський район)
Медвежанська сільська рада — сільська рада у Довжанському районі Луганської області з адміністративним центром у селі Медвежанка.
Історична дата утворення: в 1917 році. Водоймища на території, підпорядкованій даній раді: річка Медвежа.
Сільській раді підпорядковані також села Куряче, Миколаївка та Нагірне.
Адреса сільської ради: 94850, Луганська обл., Свердловська міськрада, с.Медвежанка, вул. Гребенюка, 10.

## Населені пункти
Населені пункти, що відносяться до Медвежанської сільської ради.
| № | Назва      | Тип  | Рік заснування | Площа км² | Населення (2001), ос. |
| - | ---------- | ---- | -------------- | --------- | --------------------- |
| 1 | Медвежанка | село | 1880           | 84,3      | 1012                  |
| 2 | Куряче     | село | 1880           | 12,3      | 214                   |
| 3 | Миколаївка | село | 1953           | 6         | 53                    |
| 4 | Нагірне    | село | 1922           | 36,11     | 254                   |

## Склад ради
Рада складається з 16 депутатів та голови.

### Керівний склад ради
| ПІБ                          | Основні відомості                                                         | Дата обрання | Дата звільнення |
| ---------------------------- | ------------------------------------------------------------------------- | ------------ | --------------- |
| Нечволод Ігор Борисович      | Сільський голова, 1967 року народження                                    | 26.03.2006   | 31.10.2010      |
| Кравченко Валерій Михайлович | Сільський голова, 1960 року народження, освіта вища, член Партії регіонів | 31.10.2010   |                 |

Примітка: таблиця складена за даними джерела